# Liste der Monuments historiques in Givrauval
Die Liste der Monuments historiques in Givrauval führt die Monuments historiques in der französischen Gemeinde Givrauval auf.

## Liste der Objekte
| Bezeichnung                  | Beschreibung                                                 | Standort                        | Kennzeichnung | Schutzstatus | Datum | Bild |
| ---------------------------- | ------------------------------------------------------------ | ------------------------------- | ------------- | ------------ | ----- | ---- |
| Chorgestühl                  | Eichenholz, 18. Jahrhundert                                  | in der Kirche St-Quentin (Lage) | PM55000258    | Classé       | 1981  |      |
| Relief Taufe Christi         | Holz und Stein, farbig gefasst, Anfang des 18. Jahrhunderts  | in der Kirche St-Quentin (Lage) | PM55000260    | Classé       | 1980  |      |
| Skulptur Heiliger Quintinus  | Stein, farbig gefasst, 18. Jahrhundert                       | in der Kirche St-Quentin (Lage) | PM55000259    | Classé       | 1980  |      |
| Skulptur Mondsichelmadonna   | Holz, farbig gefasst, 17. Jahrhundert                        | in der Kirche St-Quentin (Lage) | PM55000261    | Classé       | 1980  |      |
| Skulptur Heiliger Laurentius | Stein, farbig gefasst, 17. oder 18. Jahrhundert              | in der Kirche St-Quentin (Lage) | PM55000257    | Classé       | 1988  |      |
| Skulptur Heiliger Sebastian  | Kalkstein, ehemals farbig gefasst, Ende des 17. Jahrhunderts | in der Kirche St-Quentin (Lage) | PM55001884    | Inscrit      | 1987  |      |
| Gemälde Heiliger Nikolaus    | Ölfarbe auf Leinwand, 18. Jahrhundert                        | in der Kirche St-Quentin (Lage) | PM55001885    | Inscrit      | 1987  |      |